# Rhagodes buryi
Espèce
Rhagodes buryi est une espèce de solifuges de la famille des Rhagodidae.

## Distribution
Cette espèce est endémique du Yémen. Elle se rencontre vers Dhala.

## Description
La femelle holotype mesure 30 mm.

## Étymologie
Cette espèce est nommée en l'honneur de George Wyman Bury.

## Publication originale
- Pocock, 1903 : Some Arachnida collected by Mr. G.W. Bury in Yemen. Annals and Magazine of Natural History, sér. 7, vol. 11, p. 214–220 (texte intégral).